# Santa María (1492)
Pour les articles homonymes, voir Santa Maria.
La Santa María (la Sainte Marie) est le navire amiral de l'escadre de trois navires affrétés par la Couronne de Castille, à la tête de laquelle Christophe Colomb découvre le Nouveau Monde lors de sa première expédition transatlantique (1492-1493), dont l'objectif initial était d'atteindre les Indes, c'est-à-dire l'Asie orientale, en naviguant vers l'ouest à travers la « mer Océane », mais qui, partie le 2 août d'Andalousie et le 6 septembre des îles Canaries, atteint l’archipel des Bahamas le 12 octobre, puis Hispaniola dans les Caraïbes, principale île explorée par Colomb durant ce voyage.
Il s'agit d'une caraque à trois-mâts commandée par Christophe Colomb lui-même, amiral de l'escadre et futur « amiral de la mer Océane et vice-roi des Indes ». Les deux autres navires, entrés dans l'histoire sous leurs surnoms d'époque, la Niña (« la petite ») et la Pinta (« la maquillée »), sont des caravelles.
Ce voyage est fatal à la Santa María qui s’échoue dans la nuit du réveillon de Noël 1492 sur la côte d’Hispaniola. Colomb décidant de repartir vers l'Espagne avec les deux caravelles, les bois de la Santa Maria sont utilisés pour construire un fort, La Navidad, dont les trente-neuf occupants vont être tous tués dans les mois qui suivent, avant le retour de la deuxième expédition de Colomb à la fin de 1493.

## Le premier voyage de Christophe Colomb (3 août 1492-15 mars 1493)
Le 17 avril 1492, par les capitulations de Santa Fe de la Reconquista, les Rois catholiques d'Espagne, qui viennent de mettre fin à la conquête musulmane de l'Hispanie par la prise de Grenade du 2 janvier 1492, chargent Christophe Colomb, qui les sollicite depuis 1485, de trouver une nouvelle route des Indes vers l'Asie en naviguant vers l’ouest sur la mer Océane.

La première expédition de Christophe Colomb (1492-1493).
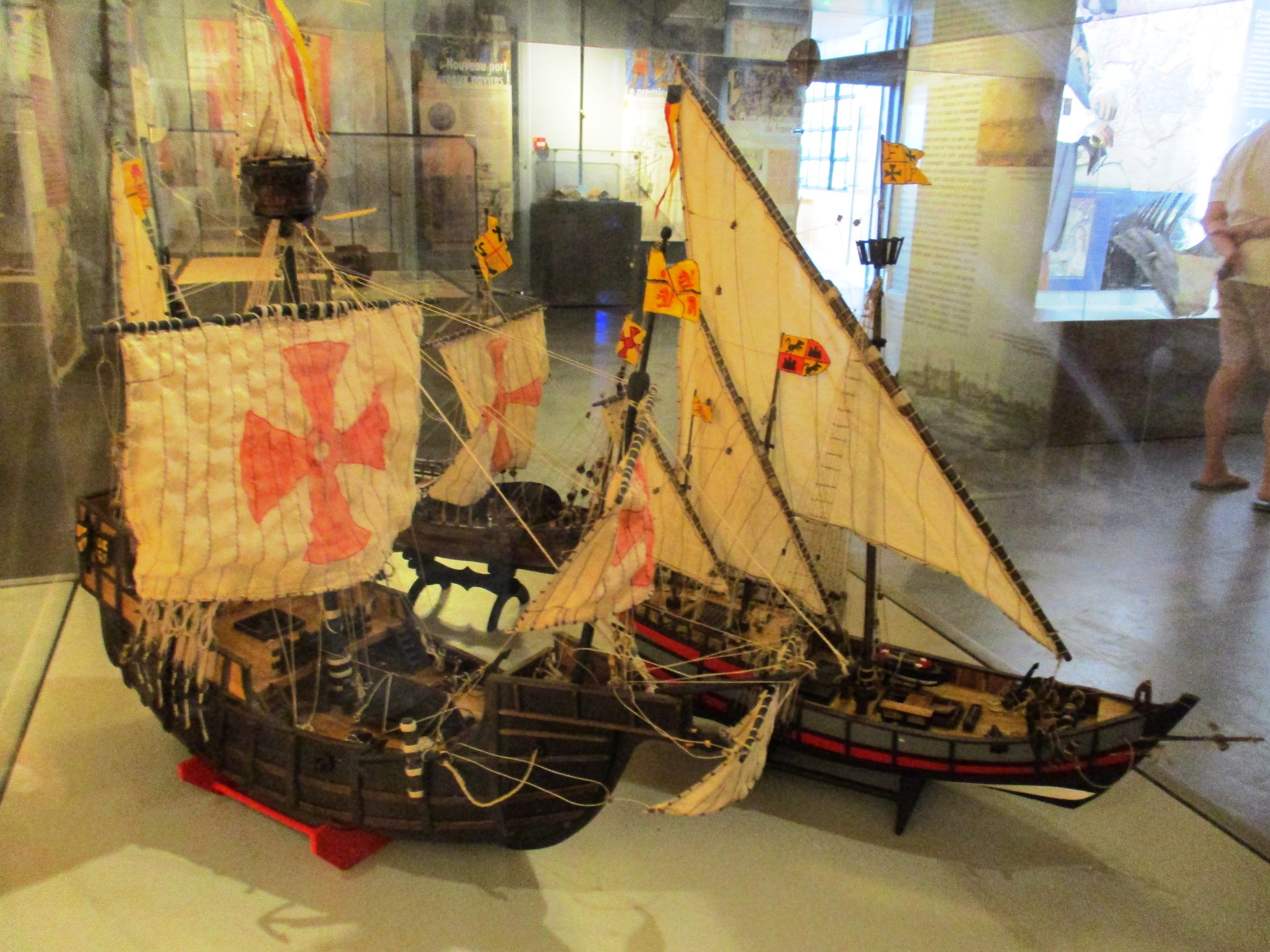
Répliques réduites des Santa María, Niña et Pinta.

Ils lui affrète alors trois navires pour six mois, et enjoignent aux autorités de Palos de la Frontera, port que Colomb connaît bien, non loin du monastère de Santa María de la Rábida (un de ses principaux lieux de soutien), de l’assister pour la préparation de l’expédition.

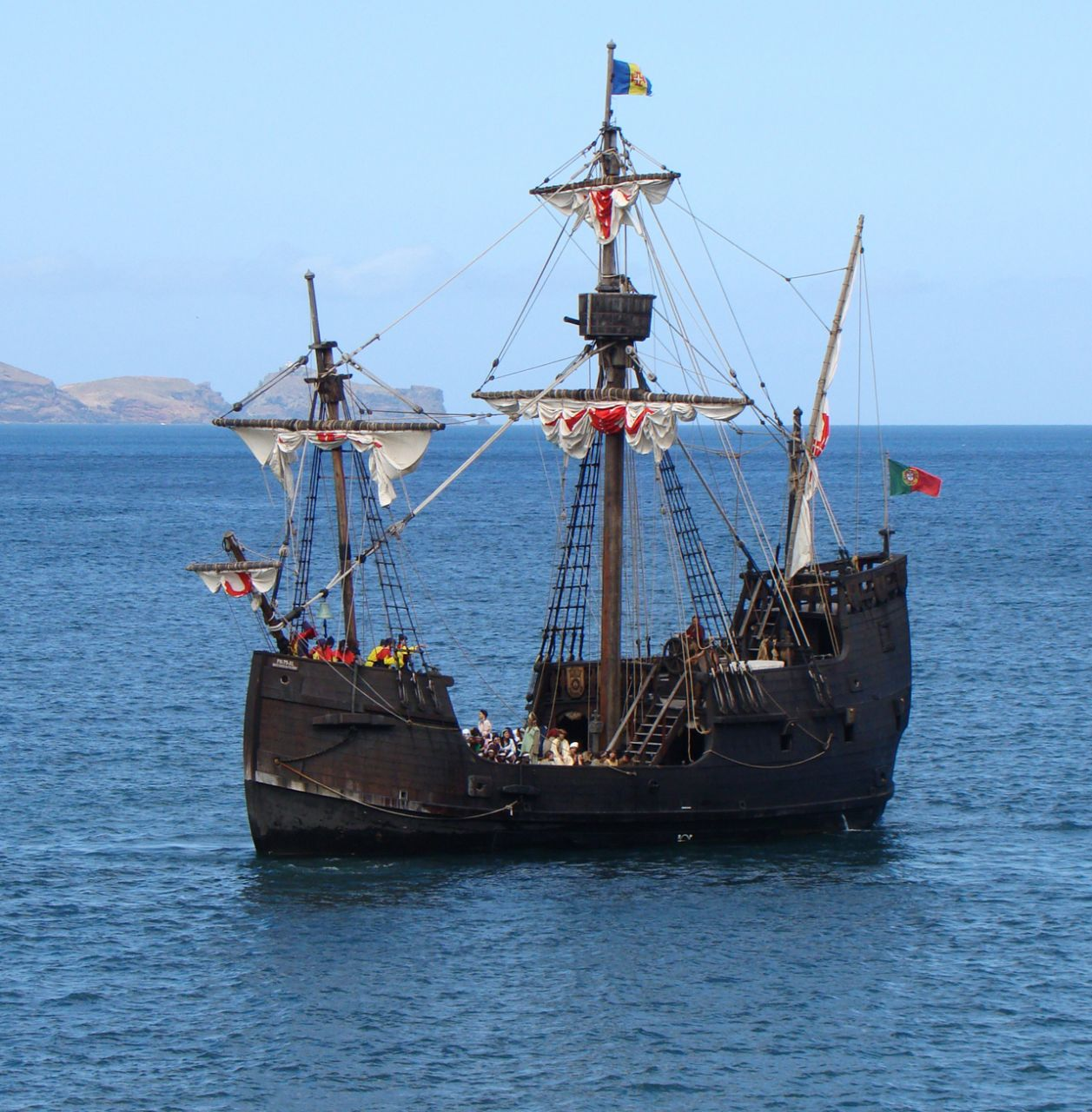
Réplique de l’île de Madère.

L’escadre part le 3 août 1492 avec 90 hommes au total, fait escale à Las Palmas de Grande Canarie et à La Gomera des îles Canaries pour divers préparatifs, puis repart le 6 septembre vers le large, en suivant les vents réguliers des alizés. Le 12 octobre, elle atteint l'île Guanahani, que Colomb baptise San Salvador (actuelles Bahamas). Croyant être arrivé aux Indes, il appelle les indigènes « Indiens ».

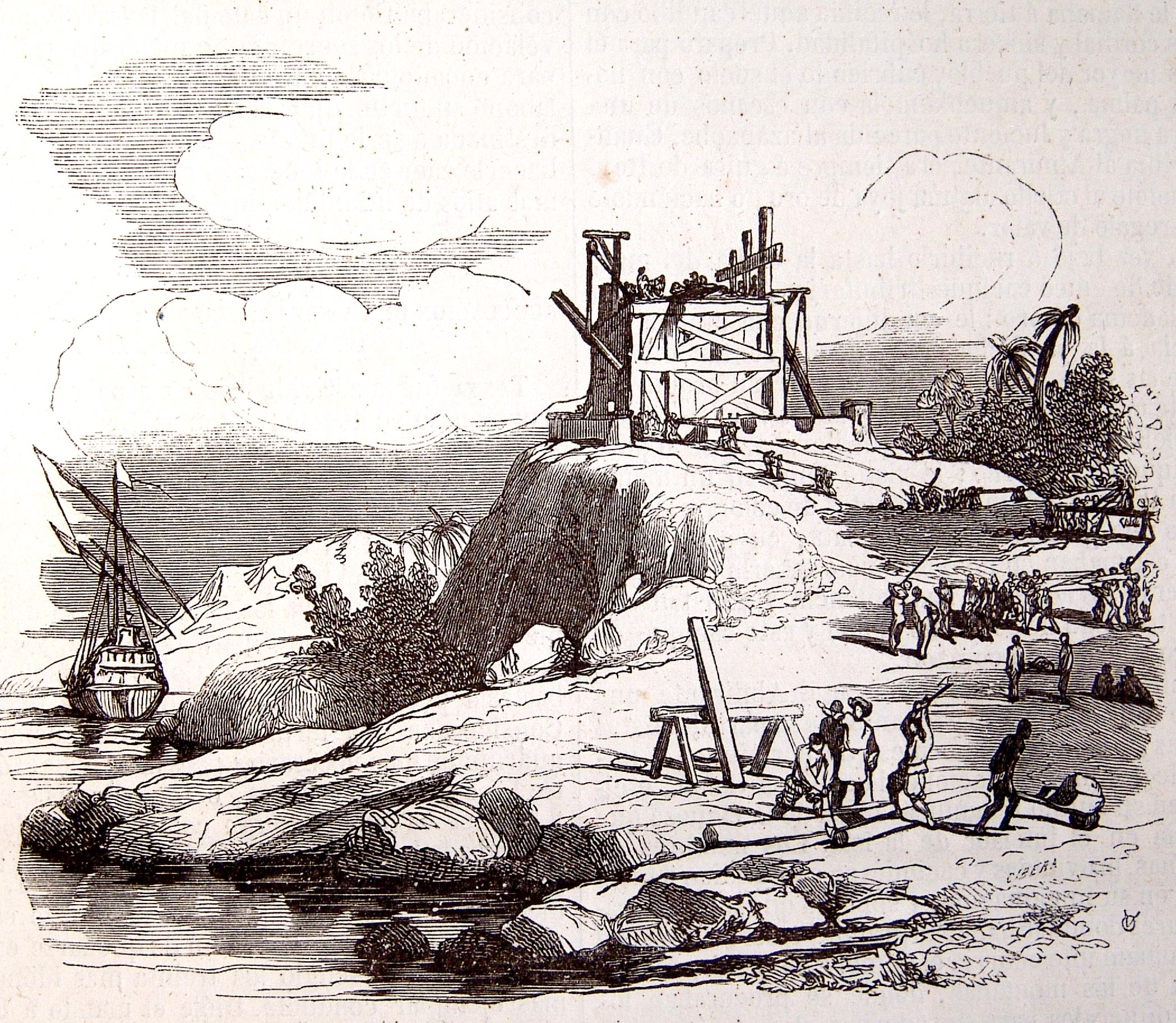
La Navidad, premier fortin permanent du Nouveau Monde de Christophe Colomb, construit avec les vestiges échoués de la Santa Maria.

Après San Salvador, l’expédition atteint l'île d'Hispaniola (Saint-Domingue), à partir de laquelle une exploration du nord de la mer des Caraïbes est menée. Le 24 décembre, la Santa María est ancrée à Hispaniola pour les festivités de Noël ; à la suite d’un défaut festif de surveillance, elle dérive et s’échoue sur un banc de sable la nuit du réveillon de Noël au large de Cap-Haïtien et ne peut pas être renflouée dans les jours qui suivent, avant de finir par couler.
Colomb décide alors d’abréger le voyage et de rentrer avec les deux caravelles, en laissant sur place 39 hommes pour lesquels il fait construire en décembre 1492 le fortin La Navidad avec le bois de la Santa María (première construction permanente du Nouveau Monde de Christophe Colomb).
L'escadre repart le 16 janvier vers la Castille, arrivant à Palos de la Frontera le 15 mars 1493, reçue en héros par la reine Isabelle la Catholique et son époux Ferdinand II d'Aragon. La découverte du Nouveau Monde se répand alors rapidement dans toute l'Europe.

## LaSanta María

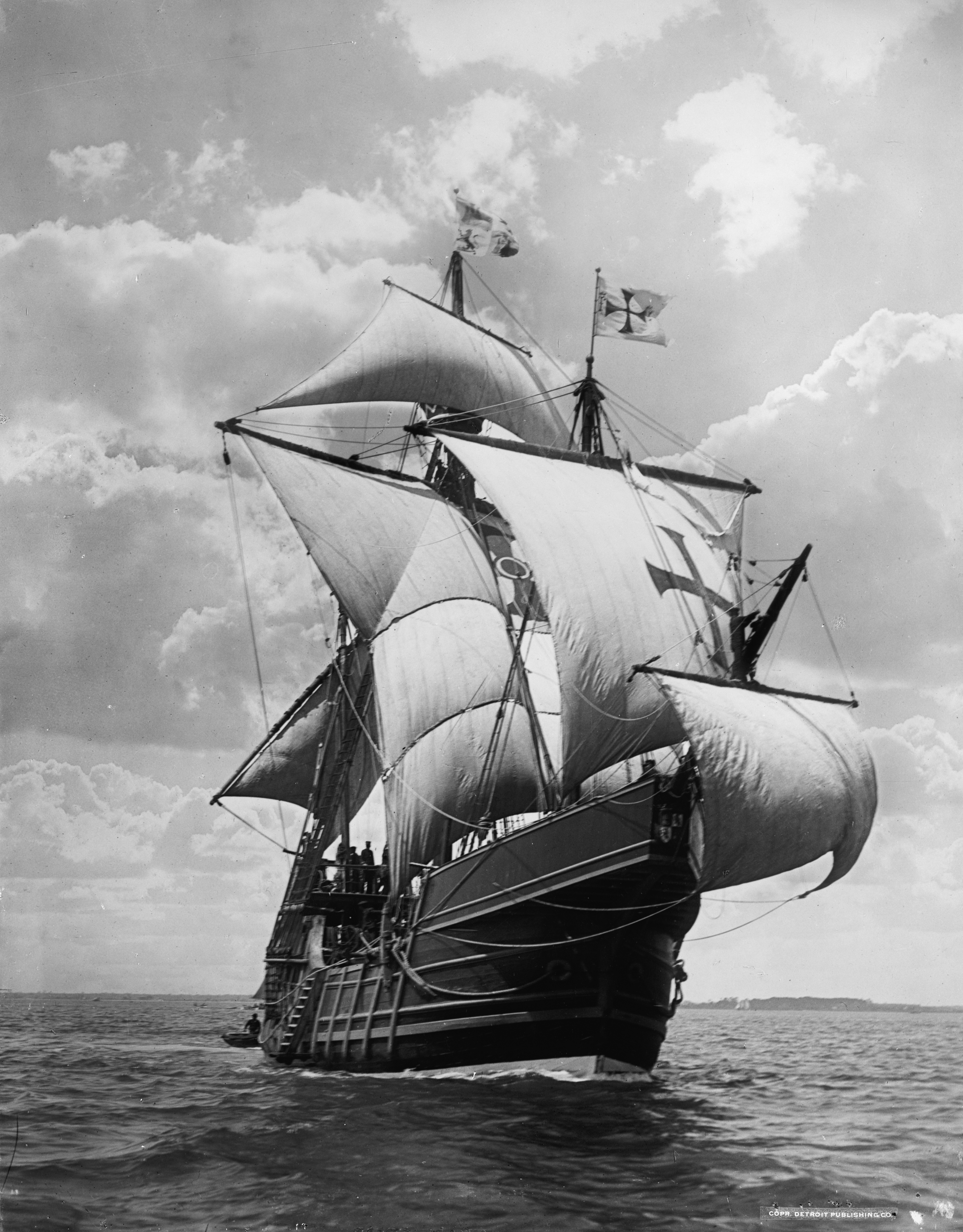
Réplique de la Santa María (vers 1907) construite pour les commémorations de 1892 en Espagne.

### Construction
Cette caraque est construite aux chantiers navals de Falgote, à Colindres, en Cantabrie, ville située en face de Santoña sur l'estuaire de l'Ason d'où est originaire son propriétaire-armateur espagnol Juan de la Cosa, capitaine du  navire durant l’expédition. Trois noms sont utilisés à l'époque pour la désigner, notamment dans le journal de bord de Colomb : Santa María, la Gallega (« la Galicienne » qui signifie outre-Atlantique "du nord de l'Espagne") et Maria Galanda (Marie Galante). Dans ces mêmes arsenaux est construite La Pinta dont les propriétaires armateurs sont les frères Alonso et Gomez Rascon,, originaires de Limpias, port secondaire situé sur ce même estuaire de l'Ason où la ville principale, Laredo, est le plus grand port militaire et les plus grands chantiers navals du nord de l'Espagne au XVe siècle. On retrouve Juan de la Cosa et les frères Rascon proposant leurs navires à Palos de la Frontera en 1490, d'où partent la plupart des expéditions pour l'Afrique pour concurrencer les Portugais.

### Caractéristiques
Les caractéristiques incertaines de ce navire de 223 tonneaux de jauge pour un équipage de 39 marins sont estimées à 25 m de longueur pour 8 m de large, avec 16 m de longueur de quille et 270 m2 de surface de voile.

## Postérité
Son surnom « Maria Galanda » a été donné par Colomb à l'île de Marie Galante qu'il découvre en novembre 1493, lors de son deuxième voyage.

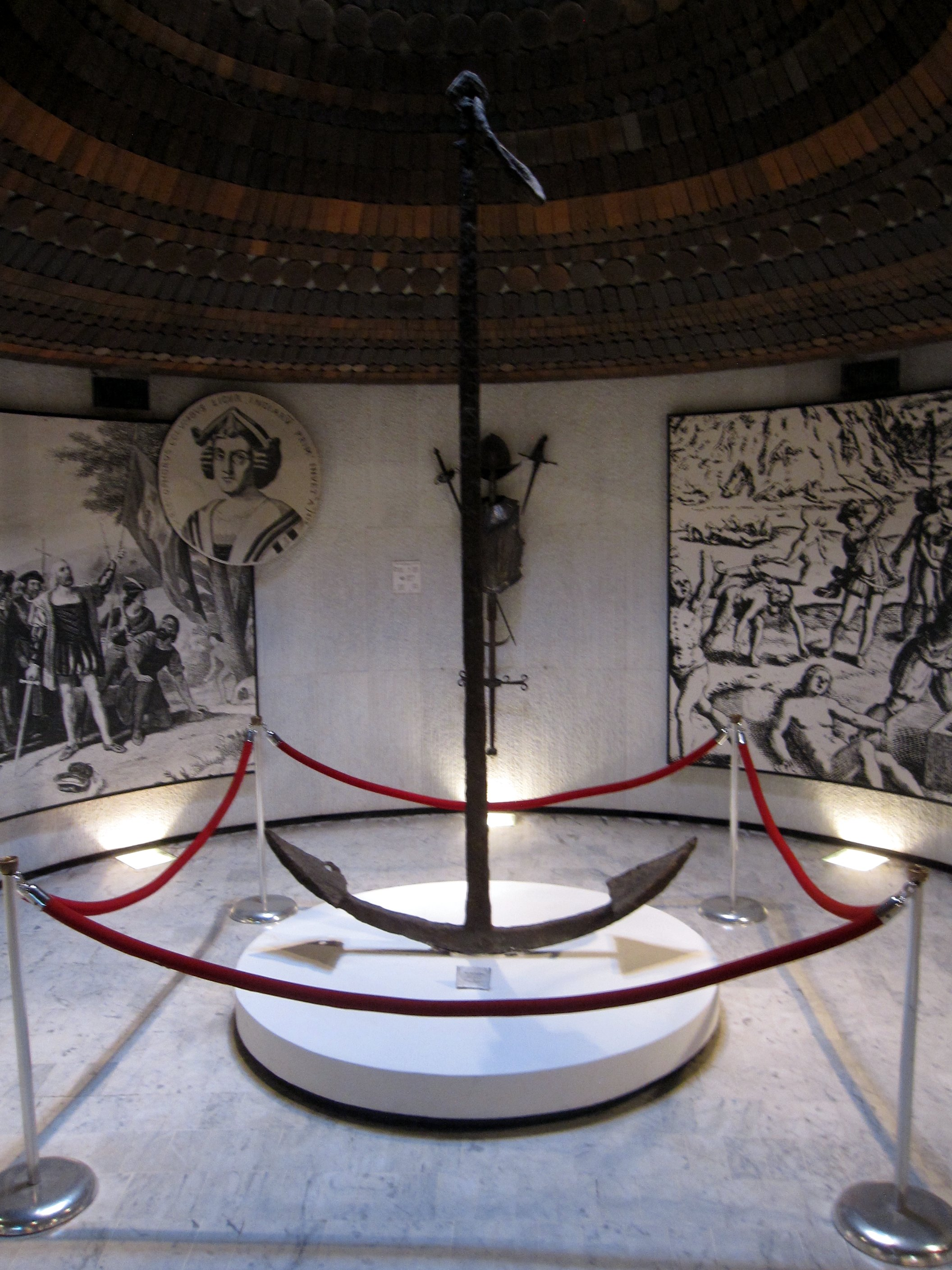
L'ancre de la Santa María au musée du Panthéon national haïtien.

## Muséographie

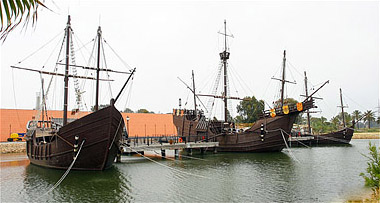
Répliques des 3 navires, de leur port de départ Palos de la Frontera en Espagne.

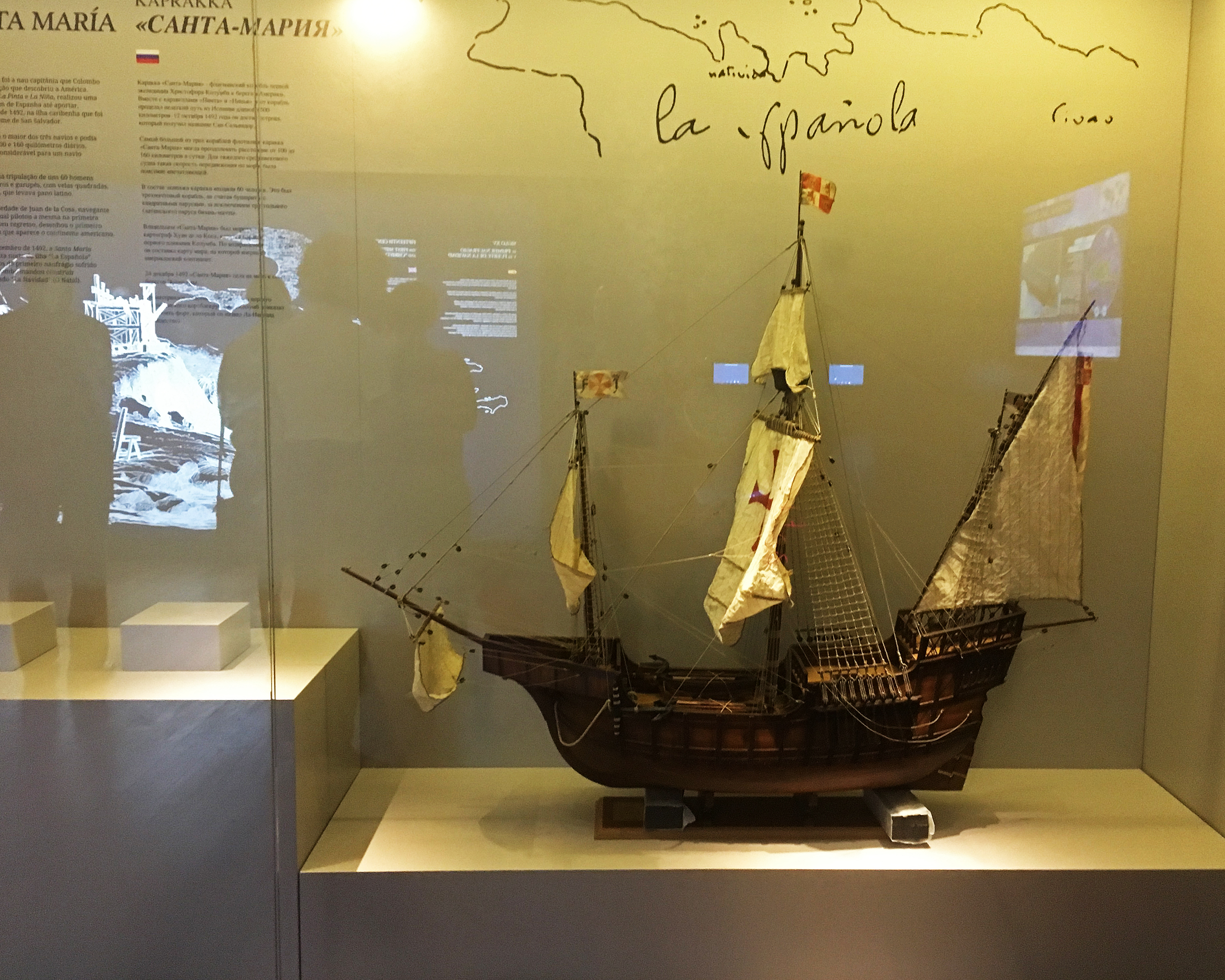
Modèle réduit du musée naval des Caraïbes, de République dominicaine.

De nombreuses tentatives approximatives de répliques et de modèles réduits sont exposées dans divers ports et musées du monde, dont en particulier une reproduction des trois navires de Palos de la Frontera sur le quai des Caravelles (Muelle de las Carabelas), non loin du monastère de Santa María de la Rábida (un des principaux lieux de soutien de Colomb) construites en 1992, pour la commémoration des 500 ans de la découverte de l'Amérique par Christophe Colomb.
L'ancre de la caraque, de 4 m de hauteur, est exposée au public au musée du Panthéon national haïtien à Port-au-Prince.

Musée Casa de Colón de Las Palmas de Grande Canarie
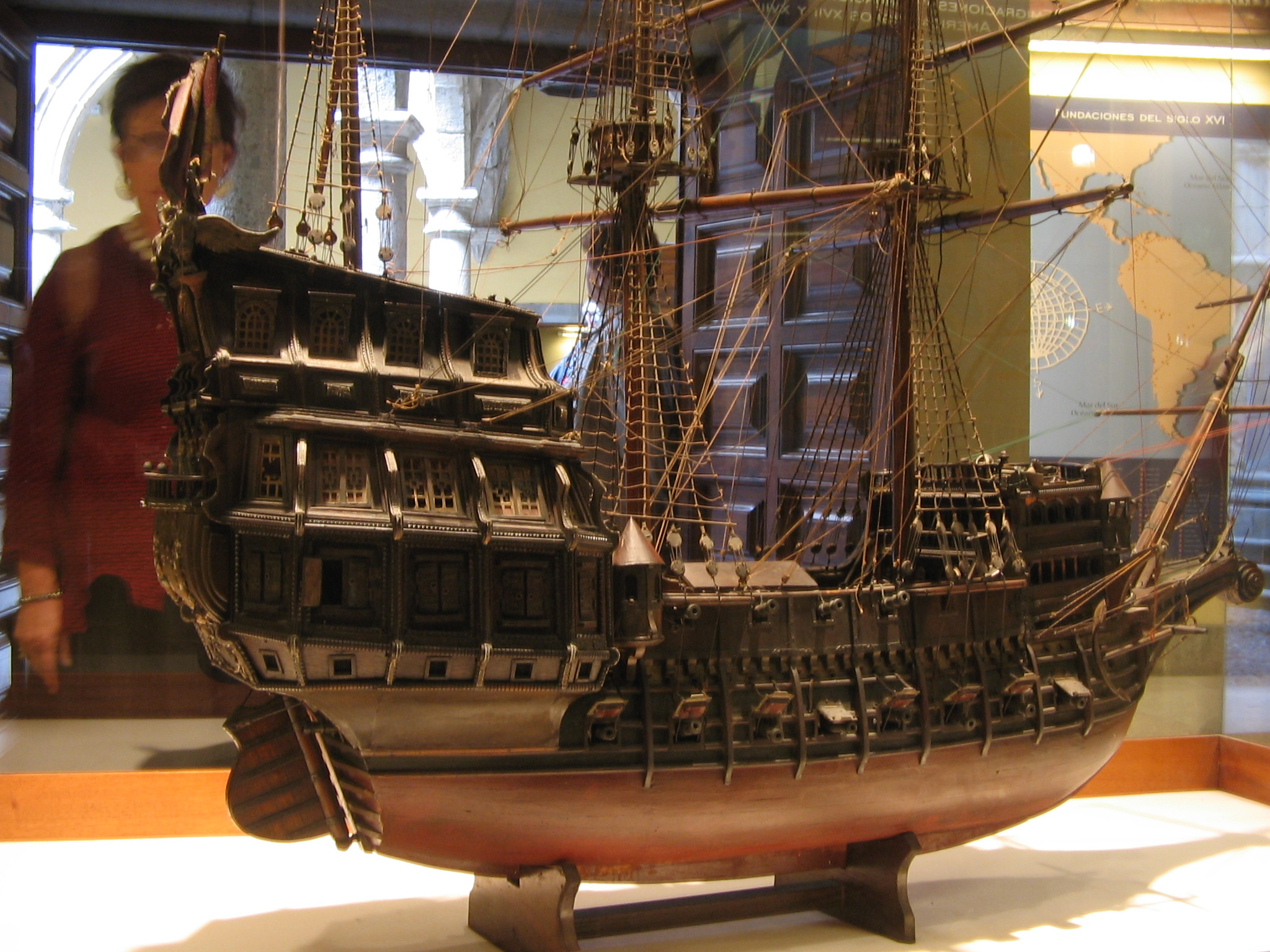
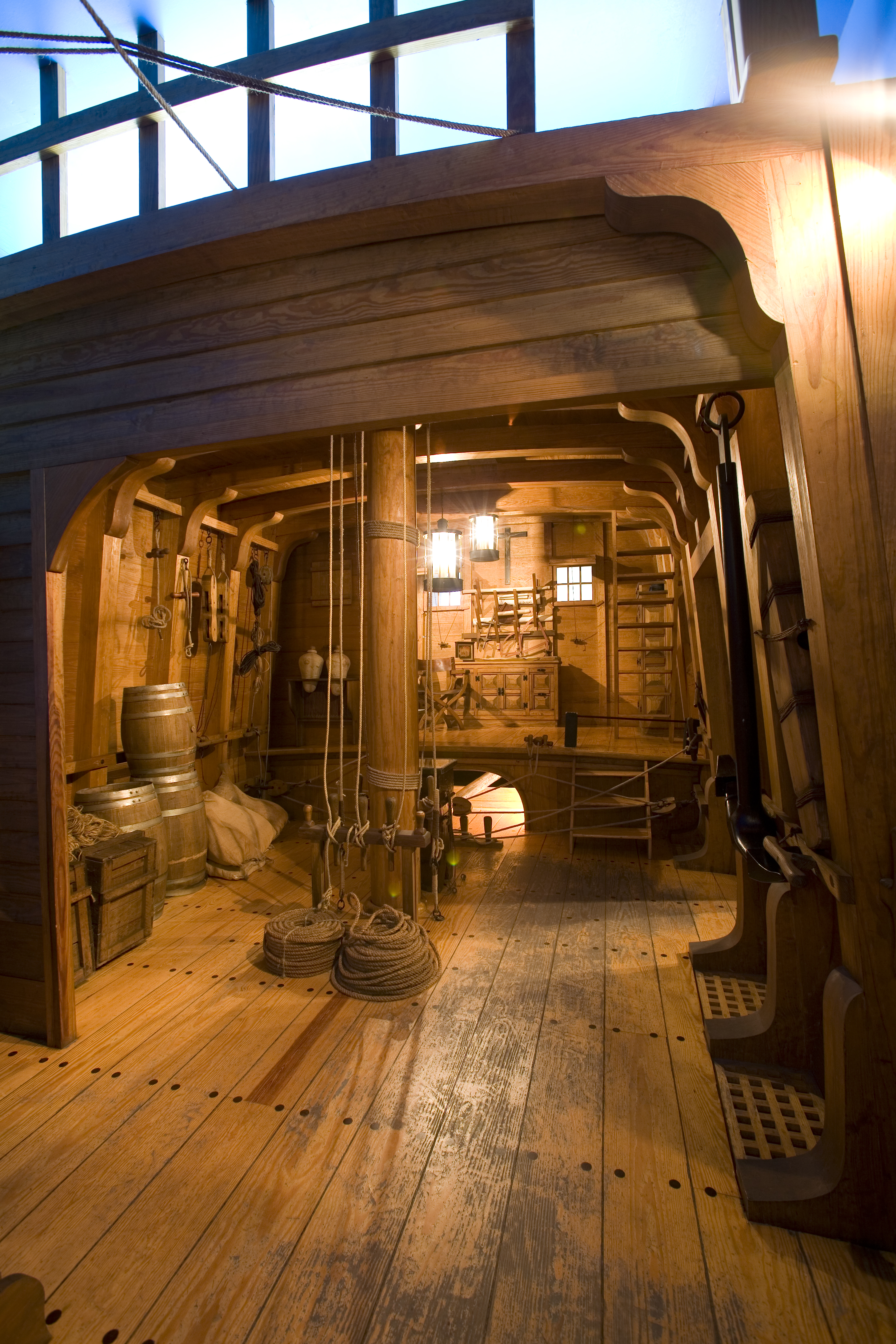
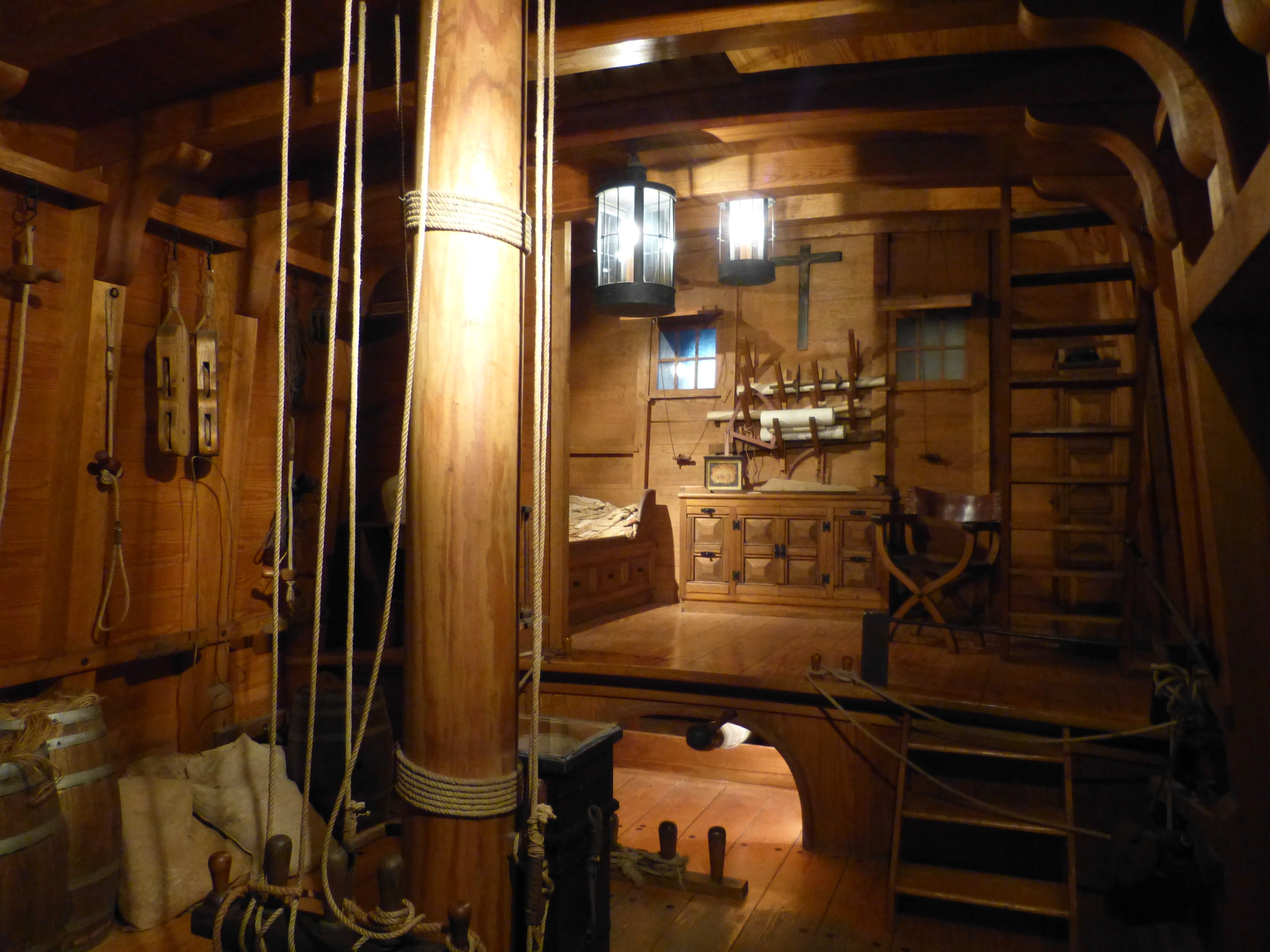

## Anecdotes

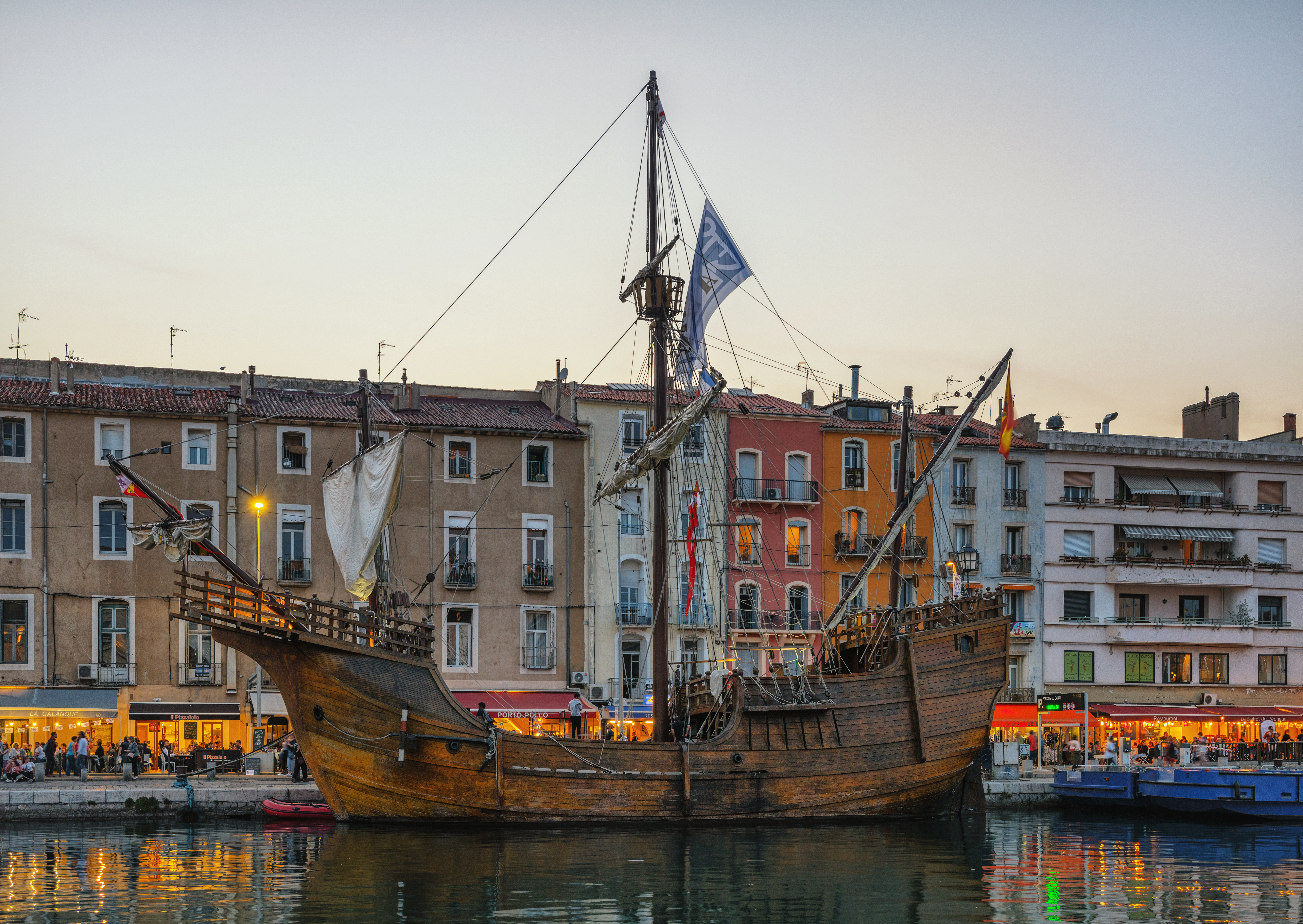
Réplique Nao Santa María de 2018.

Ce navire amiral historique de Christophe Colomb apparaît entre autres au centre des armoiries de la Grenade, de la mer des Caraïbes, ainsi que sur le premier drapeau historique des Bahamas de 1869, ou encore sur le Columbian half dollar, première pièce commémorative des États-Unis de 1892...
La caraque Victoria utilisée pour son premier tour du monde de 1531 par Ferdinand Magellan, ou celles de Jacques Cartier pour découvrir le Canada, 42 ans plus tard, en 1534, sont des variantes proches de la Santa María.

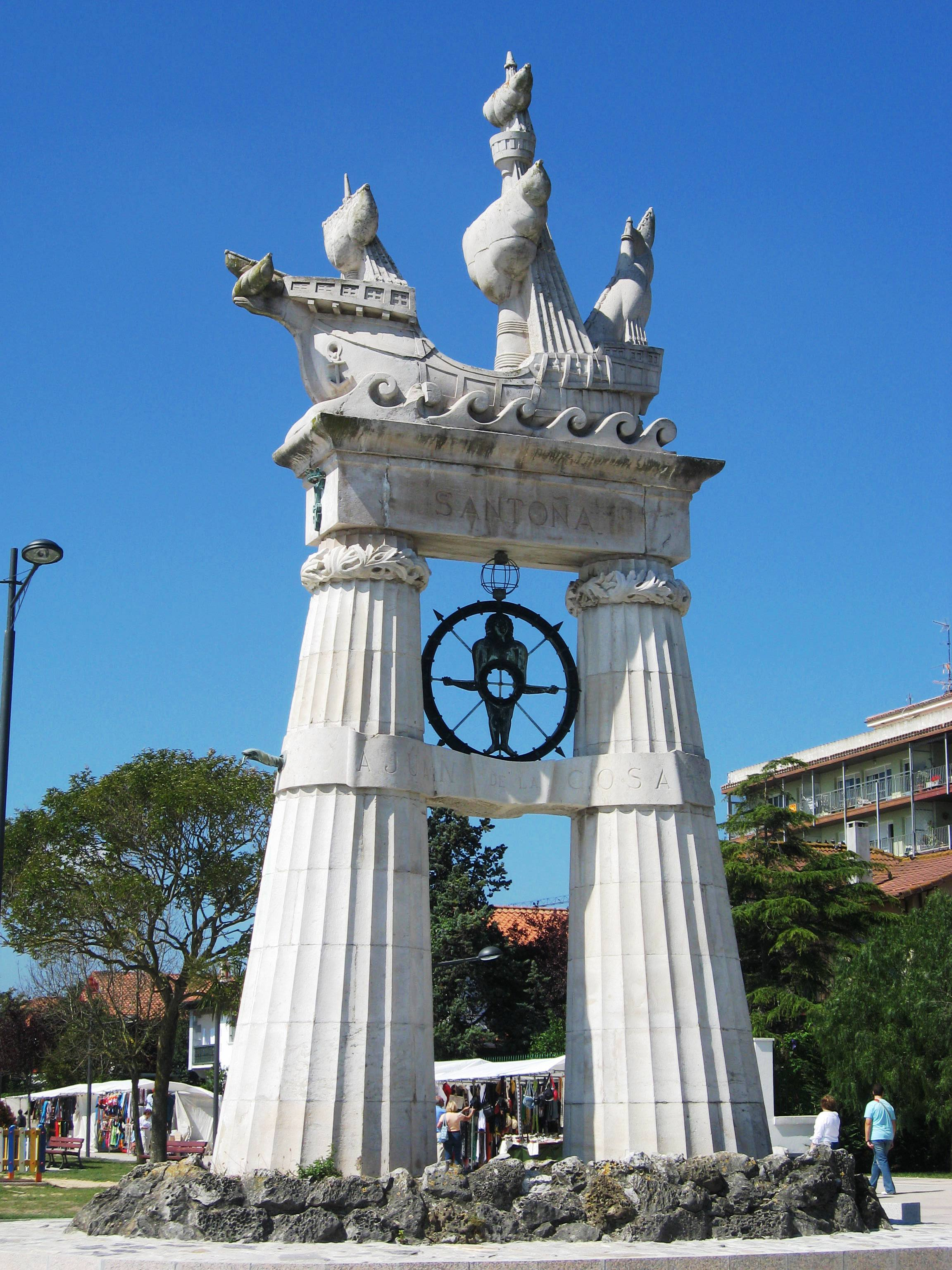
Monument au capitaine-armateur Juan de la Cosa de Santoña en Cantabrie.

## Fausse découverte de l’épave (2014)
En 2014, l’archéologue sous-marin américain Barry Clifford affirme aux médias de l'époque avoir retrouvé l’épave maritime de la Santa María, en assez bon état, reposant entre trois et cinq mètres de fond sur la côte nord d’Haïti, non loin de l'emplacement du fort de La Navidad, lui-même identifié en 2003. Cette découverte est finalement infirmée en septembre 2014 à la suite d'une expertise de plongeurs, qui datent finalement l'épave retrouvée au XVIIe siècle ou XVIIIe siècle.

## Au cinéma
- 1949 : Christophe Colomb, de David MacDonald.
- 1992 : 1492 : Christophe Colomb, de Ridley Scott, avec Gérard Depardieu dans le rôle de Christophe Colomb (commémoration des 500 ans de la découverte de l'Amérique par Christophe Colomb)[11].